# 让-伊夫·韦亚尔
让-伊夫·韦亚尔（法語：Jean-Yves Veillard，1939年2月19日—2020年3月25日），布列塔尼人，法国历史学家。

## 生平
1939年生于布列塔尼大區雷恩。对19世纪雷恩本地的历史有深入研究。1964年成为布列塔尼民主联盟创始成员，1964年至1969年担任《不列塔尼人》月刊杂志总编辑。1967年成为雷恩艺术与考古博物馆策展人。1976年扩建成立布列塔尼博物馆，担任馆长。1980年代再次扩建成立雷恩地区生态博物馆，1987年对外开放。2000年退休。
2020年3月25日逝世，终年81岁。